# Claiborne County (Mississippi)
Claiborne County is een county in de Amerikaanse staat Mississippi.
De county heeft een landoppervlakte van 1.261 km² en telt 11.831 inwoners (volkstelling 2000). De hoofdplaats is Port Gibson.

## Bevolkingsontwikkeling

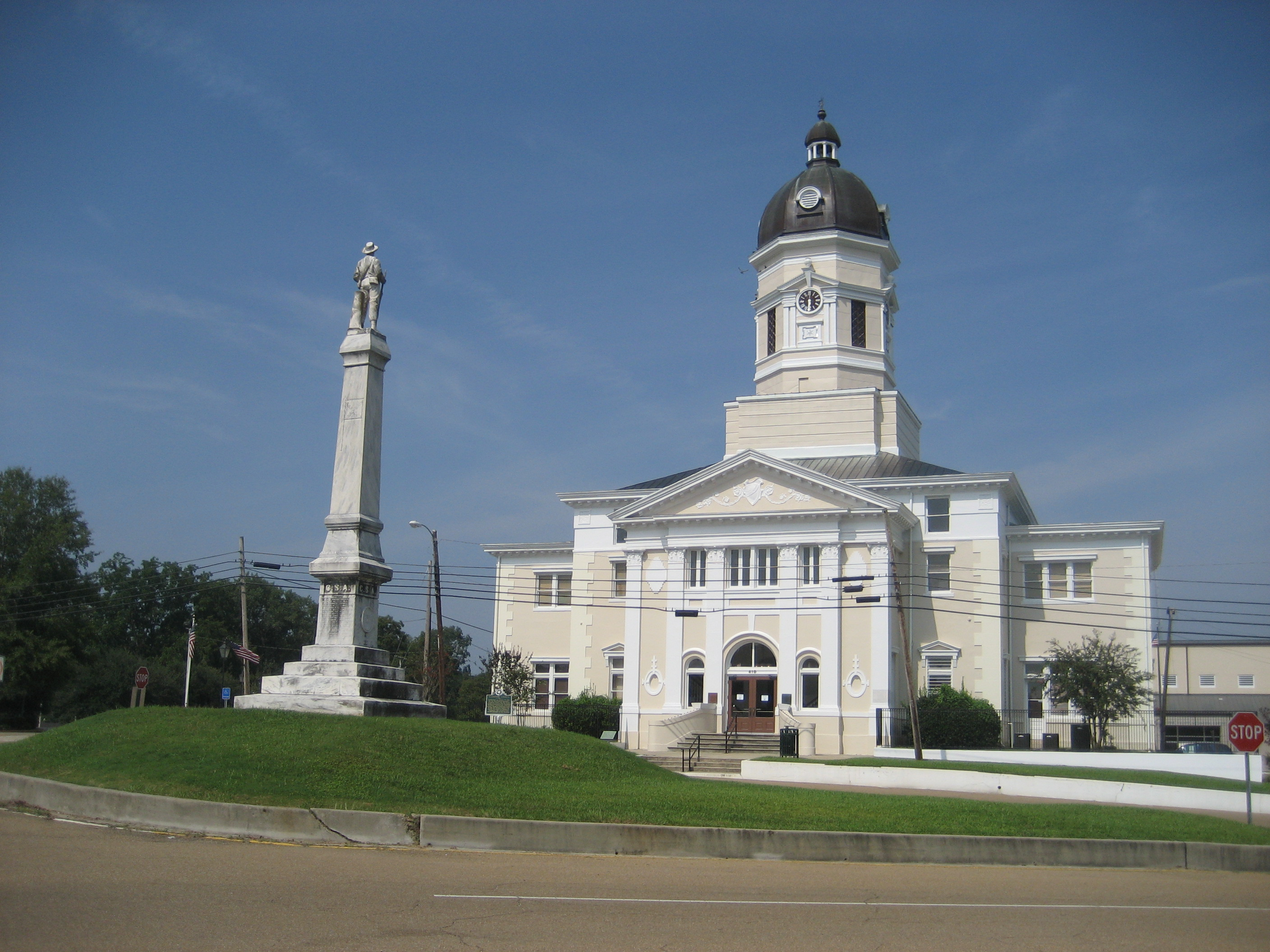
Claiborne County Courthouse